# RHG Enertürk Enerji Stadyumu
Das Kayseri Kadir Has Stadı (auch Kayseri Kadir Has Stadyumu, deutsch Kayseri-Kadir-Has-Stadion, durch Sponsoringvertrag offiziell  RHG Enertürk Enerji Stadyumu) ist ein Fußballstadion im türkischen Melikgazi der Provinz Kayseri. Melikgazi liegt fünf Kilometer vom Stadtzentrum von Kayseri entfernt. Das Stadion ist die Heimspielstätte der der Fußballvereine Kayserispor und Kayseri Erciyesspor. Die Eröffnung fand am 8. März 2009 im Rahmen eines Ligaspiels zwischen Kayserispor und Fenerbahçe Istanbul statt.

## Geschichte
Die Bauarbeiten begannen im November 2006. Die Anlage verfügt über eine komplette Überdachung der Ränge. Innerhalb des Stadions gibt es 50 Logen. Es ist jeweils ein Restaurant und Café im Stadion eingerichtet. Als zweites Stadion in der Türkei wurde es mit Heizungsanlagen ausgestattet, die an kalten Tagen für angenehme Wärme auf allen Rängen sorgen. Außerhalb der Arena steht ein Parkplatz für 1785 Autos und ein Einkaufszentrum zur Verfügung. Die Arena hat einen Straßenbahnanschluss. Die gesamte Fläche der Anlage beträgt 196.000 m².

## Name
Das Stadion ist nach dem türkischen Unternehmer Kadir Has benannt. Er trug mit einer Spende von etwa 15 Mio. Türkische Lira zum Bau der Arena bei. Die komplette Anlage trägt den Namen Atatürk Spor Kompleksi. Seit Oktober 2022 trägt die Spielstätte den Sponsorennamen RHG Enertürk Enerji Stadyumu, nach RHG Enertürk Enerji, einem Unternehmen für Erneuerbare Energien der Erciyes Anadolu Holding A.Ş.